# Szászsebesi evangélikus templom
A szászsebesi evangélikus templom műemlék Romániában, Fehér megyében. A romániai műemlékek jegyzékében az AB-II-a-A-00355 sorszámon szerepel.